# Гулиев, Новруз Магомед оглы
Новруз Магомед оглы Гулиев (азерб. Novruz Məhəmməd oğlu Quliyev; род. 22 марта 1952 году, Эмирварлы, Джебраильский район, Азербайджанская ССР) — государственный и политический деятель. Депутат Милли меджлиса Азербайджанской Республики I и II созывов. Заместитель министра экологии и природных ресурсов Азербайджанской Республики (2005-2020). Доктор биологических наук, профессор.

## Биография
Родился Новруз Гулиев 22 марта 1952 году в селе Эмирварлы, ныне Джебраильского района, Республики Азербайджан. В 1974 году успешно завершил обучение на химическом факультете Азербайджанского государственного университета. В 1977 году завершил обучение в аспирантуре Института биохимии Академии наук СССР. В 1978 году защитил диссертацию на соискание степени кандидата биологических наук, а в 1992 году защитил диссертацию на соискание степени доктора биологических наук.В 2001 году избран членом-корреспондентом Национальной Академии наук Азербайджана. В совершенстве владеет русским и английским языками. 
Трудовую деятельность Гулиев начал в 1974 году в научно-исследовательском институте сельского хозяйства. С мая 1981 года работал в Национальной Академии наук Азербайджана, занимал должности старшего, ведущего научного сотрудника, позже был назначен заведующим лабораторией в Институте ботаники.
В 1995 и 2000 годах избирался депутатом Милли Меджлиса Азербайджанской Республики I и II созывов.Избирался по Бейлаганскому избирательному округу № 55. В парламенте работал в комитете по аграрной политике. 
С 2005 по 2020 годы занимал пост заместителя министра экологии и природных ресурсов Республики Азербайджан.Является членом диссертационного совета, членом Ученого совета Института ботаники. Член Президиума азербайджанского общества молекулярных биологов и биохимиков, член азербайджанского общества физиологов растений. 
Женат, воспитал двоих детей. 

## Научная деятельность
Новруз Гулиев впервые обнаружил в фототрофных бактериях циклическую аденозинмонофосфатную систему, которая является универсальной регуляторной системой, и исследовал  роль этой системы в этих организмах. Получил фермент карбоангидраза растительного происхождения в виде кристаллов, досконально изучил структурно-функциональную организацию фермента и предложил молекулярную модель его четвертичной структуры. Выяснил роль фотосинтетических ферментов в приспособлении растений к экстремальным условиям и в процессах продуктивности.

## Награды
- Медаль «Прогресс» (2017).